# Saint-Pierre-dels-Forcats
Saint-Pierre-dels-Forcats (em catalão:  Sant Pere dels Forcats) é uma comuna francesa na região administrativa da Occitânia, no departamento dos Pirenéus Orientais. Estende-se por uma área de 12.81 km², com 264 habitantes, segundo o censo de 2018, com uma densidade de 21 hab/km².